# Onthophagus matae
Onthophagus matae är en skalbaggsart som beskrevs av Yves Cambefort 1984. Onthophagus matae ingår i släktet Onthophagus och familjen bladhorningar. Inga underarter finns listade i Catalogue of Life.